# You Won't See Me
You Won't See Me is een lied uit 1965 van de Britse popgroep The Beatles. Het nummer staat op naam van het schrijversduo Lennon-McCartney, maar werd geschreven door Paul McCartney uit frustratie over zijn relatie met zijn toenmalige vriendin, de actrice Jane Asher. Het nummer werd door The Beatles uitgebracht op het album Rubber Soul. Een cover van het nummer door countryzangeres Anne Murray haalde in 1974 de top tien van de Amerikaanse hitlijsten.

## Achtergrond
Na afloop van een optreden van The Beatles in de Royal Albert Hall in Londen ontmoette Paul McCartney in 1963 de actrice Jane Asher. Kort daarna kregen Asher en McCartney een relatie en in 1964 ging McCartney wonen in een kamer op de zolder van het huis van de familie Asher. De relatie tussen McCartney en Asher kende ook enige problemen, ten dele veroorzaakt door McCartneys frustratie over het feit dat Asher er voor had gekozen om in Bristol te gaan acteren in een toneelstuk van de Bristol Old Vic Theatre Company. Hierdoor kon hij Asher niet zo vaak zien als hij wilde. In de liedtekst uit McCartney dan ook zijn ongenoegen hierover en zegt dat hij de relatie zal verbreken. Het nummer I'm Looking Through You - ook te vinden op Rubber Soul - werd door McCartney om dezelfde reden geschreven.
Door critici worden I'm Looking Through You en You Won't See Me als een keerpunt in het werk van McCartney gezien, omdat hij met deze nummers voor het eerst schreef over relatieproblemen die uit zijn eigen leven afkomstig waren. Iets wat hij tot dusver niet had gedaan en wat door zijn kompaan John Lennon wel regelmatig werd gedaan.
Het nummer werd geïnspireerd door de muziek van het platenlabel Motown. Met name bassist James Jamerson, die bekendstond om zijn melodische baslijnen, was volgens McCartney een inspiratie bij het schrijven van dit nummer.
McCartney schreef het nummer rondom een dalende gitaarriff die hij speelde op de E- en B-snaar van zijn gitaar. De melodie van het nummer schreef hij vervolgens tegen deze riff. Kenmerkend voor het nummer zijn de contrapunten die ontstaan door de zang van McCartney en de achtergrondharmonieën van John Lennon en George Harrison. Met name wanneer McCartney de titel van het lied zingt en Lennon en Harrison antwoorden met dezelfde tekst maar met een totaal verschillende, dalende melodielijn. Het nummer duurt 3:22 minuten, waarmee het ook het langste nummer van The Beatles tot dan toe was.

## Opnamen
You Won't See Me werd door The Beatles opgenomen op 11 november 1965 in de Abbey Road Studios in Londen tijdens de laatste, 13 uur durende, opnamesessie voor Rubber Soul. The Beatles namen eerst twee takes van het nummer op, waaraan daarna nog enkele overdubs werden toegevoegd. Mal Evans, een van de twee roadies van The Beatles, speelde tijdens de opnamen hammondorgel. Zijn bijdrage was slechts het spelen van één noot gedurende het laatste couplet van het nummer.

## Credits
- Paul McCartney - zang, basgitaar, piano
- John Lennon - achtergrondzang
- George Harrison - achtergrondzang, gitaar
- Ringo Starr - drums, tamboerijn
- Mal Evans - hammondorgel